# Školjke
Školjke (znanstveno ime Bivalvia) so razred živali iz debla mehkužcev. Zanje je značilen plašč, ki izloča dvodelno lupino. Polovici lupine sta na hrbtu povezani s sklepom in se nenehno povečujeta. Pri školjkah, ki so prirasle ali živijo na morskem dnu, lupini nista enake velikosti in oblike. V sklepu imajo zobce, ki jim omogočajo, da lupini trdno in tesno zaprejo z mišicami zapiralkami. Za razliko od npr. polžev, školjke nimajo glave. Njihove migetalke povzročajo vodni tok, ki kroži skozi telo. Ta s sabo prinaša lebdečo hrano, ki jo školjke odfiltrirajo. Prehranjujejo se s planktonom in organskim drobirjem.

## Habitat
Nekatere so zarite v dno ali pa živijo na njem, druge se zajedajo v skalo ali les. Školjke lahko ostanejo pritrjene celotno življenje, vendar to ne velja za vse vrste. Nekatere med njimi so dobre plavalke in se lahko premikajo z enega mesta na drugo. Lahko pa se nahajajo tudi globoko v morju. Za školjke, ki rade rijejo po podlagi, je primeren mehki grez, ki se nahaja na globokomorskem dnu. Te školjke se prehranjujejo z organskimi ostanki, ki tonejo v globino.

### Školjke v Jadranskem morju
V Jadranskem morju je do 60 različnih vrst školjk. Jadransko morje je nekoliko manj slano od ostalih, vendar so se školjke tamkajšnjim razmeram prilagodile. Največ jih živi na predelih, kamor še lahko prodre sončna svetloba.

#### Leščur
Leščur (znanstveno ime Pinna nobilis) je največja slovenska školjka. Živi v globini 2–20 m, med morsko travo in zarita v peščeno dno. Njena lupina je trikotne oblike in na površini ima krhke luskaste lamele. Te so izrazitejše pri mladih školjkah, odrasle jih nimajo. Notranjost je proti sredini biserna, sicer pa jantarjeve barve. Lupina je višja od 25 cm in lahko zraste tudi do 1 m. Zaradi svoje redkosti spada leščur med zakonsko zaščitene vrste. V priskledništvu z leščurjem pogosto živi rak leščurjeva kozica (znanstveno ime Pontonia pinnophylax). Kadar ta zazna nenadno spremembo, se umakne v školjko in jo s tem spodbudi, da se zapre.

#### Potopna barčica
Potopna barka ima v dolgem sklepu več kot 30 drobnih, skoraj enako velikih zobcev, ki na otip spominjajo na drobno žago. Notranji robovi lupine so izrazito narebreni. Školjka je široka 3–4 cm in lahko v dolžino doseže največ 7 cm. Živi zakopana v pesku, njena hrana pa je plankton. Uporablja se tudi v prehrani, saj je meso zelo okusno.

#### Noetova barčica
Noetova barčica (znanstveno ime Arca noae) živi pritrjena na skalah. Prav tako kot potopna barka se noetova barčica prehranjuje s planktonom. Notranji robovi lupine so gladki, sama lupina pa je debela in nepravilno pravokotna. Zraste največ do 10 cm in spada med najokusnejše školjke.

#### Lepotka
Lepotka (znanstveno ime Callista chione) živi zakopana v peščeno dno v globini 1–10 m. Njena lupina je gladka in svetleča. Školjka je kostanjeve do svetlo opečnate barve. Na izjemno svetleči in gladki površini pa so temni koncentrični in radialni pasovi. Na vsaki polovici je v sklepu 4–6 zobcev. Školjka zraste največ do 10 cm, hrani se s planktonom. Lupino velikokrat uporabljajo za izdelavo različnih spominkov.

#### Rebrasta srčanka
Rebrasta srčanka (znanstveno ime Acanthocardia tuberculata) živi tik pod površino v peščenem dnu, od plitvin do 15 m globoko. Zaradi mišičaste noge lahko dobro skače. Njena lupina ima tri ali več temno rjavih koncentričnih pasov. Njen obris od strani spominja na srce. Običajno je velika 5–7 cm. Prehranjuje se s planktonom.